# Maltepe
Maltepe (griechisch Βρύας Bryas) ist eine Stadtgemeinde (Belediye) im gleichnamigen İlçe (Landkreis) der Provinz Istanbul in der türkischen Marmararegion und gleichzeitig ein Stadtbezirk der 1984 gebildeten Büyükşehir belediyesi İstanbul (Großstadtgemeinde/Metropolprovinz). Maltepe liegt auf der anatolischen Seite der Großstadt und ist seit der Gebietsreform ab 2013 flächen- und einwohnermäßig identisch mit dem Landkreis.

## Geografie
Der mittelgroße Kreis grenzt im Norden an Kadıköy und Ataşehir, im Osten an Sancaktepe, im Südosten und Süden an Kartal. Im Westen bildet das Marmarameer eine natürliche Grenze.

## Verwaltung
Durch das Gesetz Nr. 3806 im Jahr 1992 wurden in der Provinz Istanbul sieben neue Kreise gebildet, darunter auch der Landkreis Maltepe, der vom Kreis Kartal abgetrennt wurde. Dokumentiert ist die Abtrennung von elf Mahalle (Stadtviertel/Ortsteilen) aus der Stadt Kartal zur Bildung der Stadt Maltepe, die der einzige Ort im neuen Kreis ist und auch bleiben wird.

## Bevölkerung
Das 1928 gegründete Dorf konnte in nur 40 Jahren (1935–1975) seine Einwohnerzahl verzwanzigfachen. Seit der Volkszählung 1960 wird es in den Statistiken als Belediye (Stadtgemeinde) gelistet, 1981 wurde es in die Stadt Kartal eingegliedert.

### Einwohnerentwicklung
| 1935   | 1940   | 1950   | 1955   | 1960   | 1965   | 1970   | 1975   | 1980   |
| ------ | ------ | ------ | ------ | ------ | ------ | ------ | ------ | ------ |
| 03.131 | 02.281 | 04.897 | 07.391 | 11.052 | 16.626 | 32.196 | 66.343 | 90.439 |

Nachfolgende Tabelle zeigt die Einwohnerzahlen am Jahresende basierend auf dem 2007 eingeführten adressbasierten Einwohnerregister (ADNKS):
| 2007    | 2008    | 2009    | 2010    | 2011    | 2012    | 2013    | 2014    | 2015    | 2016    | 2017    | 2018    | 2019    | 2020    |
| ------- | ------- | ------- | ------- | ------- | ------- | ------- | ------- | ------- | ------- | ------- | ------- | ------- | ------- |
| 415.117 | 417.605 | 427.041 | 438.257 | 452.099 | 460.955 | 471.059 | 476.806 | 487.337 | 490.151 | 497.586 | 497.034 | 513.316 | 515.021 |

Ende 2020 lebten im Durchschnitt 28.612 Menschen in jedem Mahalle, im Zümrütevler Mah. wohnten 86.315 Einwohner.

## Wirtschaft und Infrastruktur

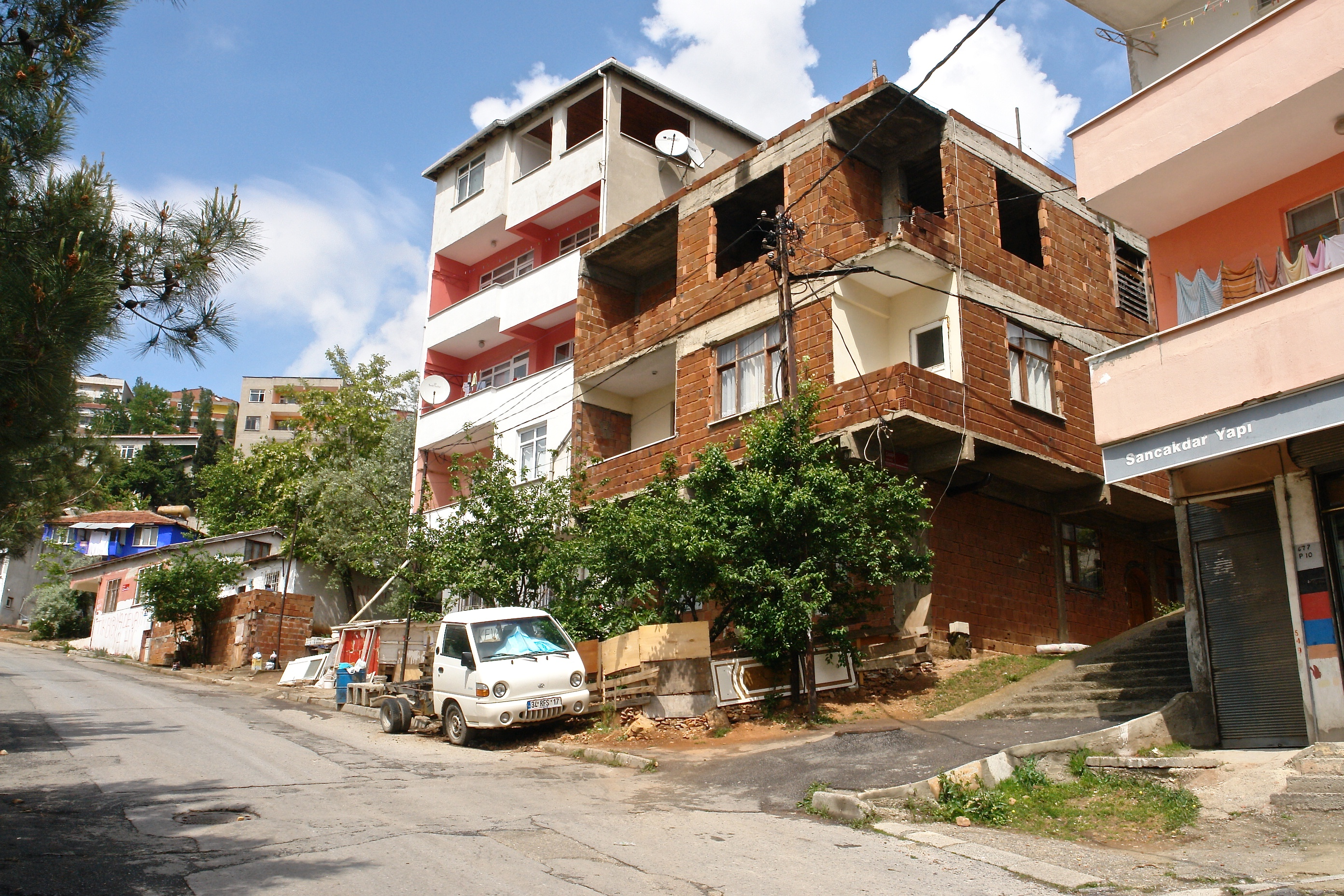
Im Gecekondu-Viertel von Maltepe

Die Istanbuler Stadtbusse der Linie E5 verkehren täglich entlang der Autobahn Otoyol 1 über die Brücke der Märtyrer des 15. Juli bis in den europäischen Teil und Dolmuşe zu den Docks in Kadıköy, wo man mit der Fähre entweder auf die europäische Seite Istanbuls oder nach Bursa übersetzen kann.
Maltepe ist im Gegensatz zu anderen Istanbuler Stadtbezirken eine ruhige Gegend. Das Stadtbild von Maltepe wird von vier- bis sechsgeschossigen Wohngebäuden geprägt. In Maltepe befinden sich ebenso viele moderne Siedlungen der Istanbuler Oberschicht, in denen Sicherheitskräfte die Kontrollpunkte der Siedlungen bewachen. Das Viertel Gülsuyu dagegen ist eine Gecekondu-Siedlung, die in den 1970er Jahren durch Migration aus ländlichen Gebieten Ost- und Südostanatoliens entstanden ist.

## Geschichte
Die Geschichte von Maltepe kann bis ins Byzantinische Reich zurückverfolgt werden. Maltepe wurde zu der damaligen Zeit „Bryas“ oder lateinisch „Urias“ genannt. Laut einigen anderen Quellen hieß es in der Geschichte der Byzantiner „Pelekanon“. Doch hierfür gibt es keinen konkreten Beweis. Deshalb wurde das heutige bekannte Maltepe erst im 16. Jahrhundert gegründet.
Der Name Maltepe bedeutet „Hügelgrab“. Durch die Eroberung der Halbinsel Kocaeli von den Türken gaben diese ihm, wohl beruhend auf einigen Legenden von Dragos, diesen Namen.

### Byzantinisches Reich
Diese kleine Grenzstadt wurde beim Erdbeben von 1509 zerstört und die Ruinen der Stadt wurden am Fuße vom Dragos gefunden und wurden als „Obnias“ oder „Abrias“ bezeichnet. Sie wurden 1540 vom berühmten französischen Forschungsreisenden und Naturwissenschaftler Pierre Gilles entdeckt. Historiker, die auf den Namen Pelekanon bestehen, behaupten, die Schlacht habe zwischen dem 3. Androniks und Orhan Gazi (1329–1330) in der Gegend von Maltepe stattgefunden. Der Ursprung dieser Behauptung ist der berühmte Historiker Joseph von Hammer. Trotzdem behauptete der Historiker Vladimir Mırmıroğlu beruhend auf einigen Beweisen, dass die Pelekanon Schlacht zwischen Darica und Eskihisar in der Umgebung des Klosters stattgefunden hat.

### Seldschuken Reich
Vor der Gründung des Osmanischen Reichs haben die türkischen Angreifer (Akinci) Überfälle auf die Kocaeli-Halbinsel, die unter byzantinischer Herrschaft stand. Es ist bekannt, dass die Angreifer bis nach Üsküdar kamen. 1075 eroberten sie Iznik (4 Jahre nach der Malazgirt (Manzikert)- Schlacht) und seine Umgebung und gründeten das anatolische seldschukische Reich. Süleyman Shah kam nur bis zum Bosporus. Nach dem Sturz des anatolischen Seldschuken-Reichs kam Maltepe und die Umgebung wieder in die Herrschaft der Byzantiner.

### Osmanisches Reich
Nach der Gründung des Osmanischen Reichs, während der Herrschaft des 2. Osmanischen Sultans Orhan Gazi, nahmen die Kommandeure Akca Koca, Konur Alp und Gazi Abdurrahman Maltepe die Herrschaft. Nach der Eroberung Istanbuls durch die Türken hat sich die historische Bedeutung von Maltepe weiter zu. Maltepe, das an der Straße nach Bagdad lag, ist für die Osmanische-Armee nach Üsküdar die zweite Haltestelle. Ismail Hami DANIŞMENT schrieb, dass Fatih Sultan Mehmet der Anführer einer Armee von bis zu 300.000 Mann war und ging am 27. April nach Üsküdar, ruhte sich hier ein paar Tage aus, danach von Üsküdar nach Gebze weiter marschieren wollte, jedoch auf der Tekfur-Wiese im Gebiet der Hünkar Cayiri erkrankte und am 3. Mai 1481 starb. Danışmend zufolge ist gemäß einigen osmanischen Aufzeichnungen die Hünkar Cayiri (Königswiese), die sich zwischen Üsküdar und Gebze befindet, bereits in Maltepe. Im ersten Band von Evliya Celebi erwähnt dieser auch, dass Fatih Sultan Mehmet in der Nähe von Maltepe starb.
Im 18. Jahrhundert entwickelte sich Maltepe durch Feyzullah Efendi Kazasker (Feyzullah Efendi Kazaskerein = Beamter im Osmanischen Reich). Feyzullah Efendi, Sohn des Sheikh ul-lslam Hayr Efendi (1699–1761), wurde 1749 zum Rumeli Kazasker und zweimal zum Sheikh ul-lslam (1755 und 1757) ernannt. 1758 wurde er seitens des 3. Mustafa abberufen und die Erlaubnis erteilt, dass er in seinem Haus in Sütlüce leben darf. Die alte Maltepe soll das Anwesen von Feyzullah Efendi. Feyzullah Efendi habe das Bergquellwasser des Kayisbergs mit Erddrainagen nach Maltepe gebracht und hat einen Brunnen neben der Feyzullah Moschee errichten lassen.

## Bildung
In Maltepe befindet sich die private, staatlich anerkannte Maltepe-Universität (türkisch: Maltepe Üniversitesi).

## Sehenswürdigkeiten

### Moschee
Maltepe beherbergt die gleichnamige Maltepe-Zentrum-Moschee (türkisch Maltepe Merkez Camii), die in den 2000er Jahren nach klassischer osmanischer Architektur, die über zwei Jahrhunderte der dominierende Baustil war, mit vier hohen Minaretten erneuert wurde. Stilistisch vermittelt sie zwischen dem architektonischen Vorbild der Hagia Sophia und der Süleymaniye-Moschee. Die Moschee liegt nicht weit vom Marmarameer entfernt und im Zentrum von Maltepe an der berühmten Bagdad-Straße (türkisch Bağdat Caddesi). Die Galerien der Maltepe-Zentrum-Moschee haben geschnitzte Holzrahmen und es gibt mehrere große gekachelte Mosaike rund um die Moschee. Sie zeigen verschiedene wichtige Sehenswürdigkeiten, die eine Bedeutung für den Islam haben, z. B. die al-Aqsa-Moschee in Jerusalem.